# 四川隆发足球俱乐部
四川隆发足球俱乐部，又称四川尖庄，成立於2013年9月10日，是一支成立於中國四川省綿陽市三台縣的職業足球會，于2020年解散。

## 历史
四川隆发足球俱乐部自2013年起参加中国足球乙级联赛。2016赛季结束后，球队将主场迁至成都市都江堰市都江堰凤凰体育场，三台县体育场作为球队预备主场。
2018年10月27日，四川隆发在中乙联赛半决赛中以总比分2-0击败盐城大丰，成功晋级决赛，同时升入中甲联赛。由于财务问题，四川隆发一度面临无法注册甚至破产清算的局面，最终于注册截止日——2019年1月12日“压哨”递交注册材料，得以保住中甲参赛资格。2019年3月，球队冠名由原先的“四川安娜普尔纳”改为“四川FC”。
2019年4月25日，俱乐部因未能及时解决部分队员工资、主客场参赛费用等问题面临被拒绝参加第七轮中甲联赛并注销俱乐部资格等危机。26日下午，俱乐部老板何亚平主动联系四川省足协秘书长胡鹏春，同意将四川FC交给省足协托管；俱乐部小股东三台商会副会长张学凯协调筹资200万以解决相关问题，保住了球队的参赛资格。球队于2019年8月获得五粮液集团注资，同时改以五粮液旗下“尖庄”酒冠名，称“四川尖庄”。
但以上种种，并未能从根本解决四川隆发的财务危机，四川隆发也未能找到新的投资人。2020年1月15日是中国足协规定的职业联赛俱乐部提交2019赛季工资表审计的截止时间，四川隆发没有向中国足协递交参加2020赛季中甲的相关审核材料，就此告别足坛。

## 队徽

四川隆发队徽 （2016-）